# Západní Německo na Letních olympijských hrách 1968
Západní Německo na Letních olympijských hrách 1968 v Mexiku reprezentovalo 275 sportovců (232 mužů a 43 žen) v 17 sportech.

## Medailisté
| Medaile | Jméno | Sport             | Disciplína                                                |
| ------- | --- | ----------------- | --------------------------------------------------------- |
| Zlato   | Ingrid Beckerová | Atletika          | Ženy pětiboj                                              |
| Zlato   | Bernd Klingner | Sportovní střelba | Muži 50 metrů libovolná malorážka 3×40 ran polohový závod |
| Zlato   | Roswitha Esser Annemarie Zimmermann                                                                                                   | Kanoistika        | Ženy K-2 500 m                                            |
| Zlato   | Liselott Linsenhoff Reiner Klimke Josef Neckermann                                                                                    | Jezdectví         | Drezura – družstva                                        |
| Zlato   | Horst Meyer Dirk Schreyer Rüdiger Henning Wolfgang Hottenrott Lutz Ulbricht Egbert Hirschfelder Jörg Siebert Niko Ott Gunther Tiersch | Veslování         | Muži osmiveslice                                          |
| Stříbro | Renate Breuer | Kanoistika        | Ženy K-1 500 m                                            |
| Stříbro | Gerhard Hennige | Atletika          | Muži 400 m překážek                                       |
| Stříbro | Detlef Lewe | Kanoistika        | Muži C-1 1 000 m                                          |
| Stříbro | Jochen Meißner | Veslování         | Muži skif                                                 |
| Stříbro | Heinz Mertel | Sportovní střelba | Muži 50 metrů libovolná pistole                           |
| Stříbro | Josef Neckermann | Jezdectví         | Drezura – jednotlivci                                     |
| Stříbro | Claus Schiprowski | Atletika          | Muži skok o tyči                                          |
| Stříbro | Hans-Joachim Walde | Atletika          | Muži desetiboj                                            |
| Stříbro | Liesel Westermannová | Atletika          | Ženy hod diskem                                           |
| Stříbro | Ullrich Libor Peter Naumann | Jachting          | Třída Flying Dutchman                                     |
| Stříbro | Karl Link Udo Hempel Karlheinz Henrichs Jürgen Kissner                                                                                | Cyklistika        | Družstvo mužů 4000 m stíhací závod                        |
| Bronz   | Kurt Bendlin | Atletika          | Muži desetiboj                                            |
| Bronz   | Wilfried Dietrich | Zápas             | muži, volný styl nad 97 kg                                |
| Bronz   | Michael Holthaus | Plavání           | Muži 400 m polohový závod                                 |
| Bronz   | Bodo Tümmler | Atletika          | Muži běh na 1500 m                                        |
| Bronz   | Reiner Klimke | Jezdectví         | Drezura – jednotlivci                                     |
| Bronz   | Günther Meier | Box               | Muži lehkotěžká váha do 71 kg                             |
| Bronz   | Konrad Wirnhier | Sportovní střelba | Muži skeet                                                |
| Bronz   | Hermann Schridde Alwin Schockemöhle Hans Günter Winkler                                                                               | Jezdectví         | Parkurové skákání – družstva                              |
| Bronz   | Helmar Müller Manfred Kinder Gerhard Hennige Martin Jellinghaus                                                                       | Atletika          | Muži štafeta 4 × 400 m                                    |
| Bronz   | Angelika Kraus Uta Frommater Heike Hustede Heidemarie Reineck                                                                         | Plavání           | Ženy štafeta 4 × 100 m polohový závod                     |